# Симон, Педро
Педро Симон (исп. Fray Pedro Simón; Сан-Лоренсо-де-ла-Паррилья, Испания, 1574 — Убате, Кундинамарка, Колумбия, ок. 1628) — испанский историк, хронист, францисканский священник, педагог. Составил многотомный труд по истории цивилизации Чибча.

## Биография
О его жизни в Испании до отправления в Америку известно очень мало. Обучался гуманитарным наукам в монастыре Сан Франсиско де Картахена (Испания).

### Переезд в Америку
Симон прибыл в Новое Королевство Гранада (Колумбия) в 1604 году (в 30 лет), с миссией учредить студии во Францисканской провинции, занимая должность профессора в течение следующих 14 лет. Помимо своей должности преподавателя и проповедника, занимал различные духовные должности: Провинциальный выборщик церковного округа, прелат францисканского монастыря в Боготе, визитадор провинции Санта-Крус в Каракасе (Венесуэла), в чью юрисдикцию попадали острова Санто-Доминго и Пуэрто-Рико.
Он называл Провинцию Картахены — «моя матушка».
Он побывал в различных местах королевства. Одна из его наиболее известных поездок произошла в 1608 году, когда он принял участие в свите дона Хуана де Борха, президента Королевской Аудиенции, в его военной экспедиции против индейцев пихао, о чём он детально описывает в своих хрониках. Был назначен Главой церковного округа провинциальным капитулом 3 июня 1623 года. По окончании своей трёхлетней должности в качестве главы церковного округа он был переведён в монастырь Сан Диего де Убате, где, по всей вероятности, он скоропостижно скончался где-то с октября 1627 года по май 1628 года; последняя дата как раз упоминается в одной книге рассказов, сообщающей о том, что он умер, и приводящей такую фразу: «Que sea en gloria».

## Произведения
Педро Симон составил обширнейшее историческое произведение Noticias historiales de las conquistas de Tierra Firme en las Indias occidentales, больше известное как «Noticias historiales» («Исторические сообщения») по истории Колумбии и Венесуэлы, и в частности по истории цивилизации Чибча-муисков, при этом большую часть занимает повествование о завоевании и началах колонизации обеих стран:
- Noticias historiales de las conquistas de Tierra Firme en las Indias occidentales (1882-92) vol.1
- Noticias historiales de las conquistas de Tierra Firme en las Indias occidentales (1882-92) vol.2
- Noticias historiales de las conquistas de Tierra Firme en las Indias occidentales (1882-92) vol.3
- Noticias historiales de las conquistas de Tierra Firme en las Indias occidentales (1882-92) vol.4
- Noticias historiales de las conquistas de Tierra Firme en las Indias occidentales (1882-92) vol.5

Автор задействовал в своей книге лучшие традиции испанской прозы своей эпохи, без намерения подражать классическим историкам, и «магический реализм», каким впоследствии прославилась литература Латинской Америки.
В книге приводится обширное географическое описание Королевства Новая Гранада. Структурная схема произведения довольно любопытна и оригинальна: она разделена на три части, каждая из которых делится в свою очередь на семь Сообщений, а каждое Сообщение на главы.
Первая часть Noticias Historiales была опубликована в Куэнке в 1627 году. И только в 1819 году, почти два столетия спустя, пытались издать полностью всё произведение, но закончилось тем, что были напечатаны несколько глав третьей части, в мадридском журнале Continuación al Almacén de Frutos literarios, но при этом редакторы сильно изменили речь автора на свой лад. В Англии в 1848 году были изданы несколько фрагментов второй части, и ряд других. И лишь в 1882—1892 годах дон Медардо Ривас, издатель из Богота, осуществил полное издание Noticias Historiales.
Позже, в 1953 и в 1981 были осуществлены два новых издания в Боготе. Труд Симона, благодаря его критическому стилю и правдивости, а также лаконичности в вопросах историографических канонов, вышел за рамки собственно простого документально-информативного уровня, и являет собою исторический источник, включающий в себя все стороны развития человеческих обществ: он освещает вопросы социальные, вопросы лингвистики, антропологии, религии и прочие. Он, правда, допустил ряд ошибок при описании первооткрывателей, ввиду давности событий.